# Hilma Hooker (schip, 1951)
De Hilma Hooker is een scheepswrak voor de kust van Bonaire. Het is een toeristische attractie die duiksporters aantrekt.

## Scheepsgeschiedenis
Het schip werd gebouwd door Van der Giessen uit Krimpen aan den IJssel voor de N.V. Scheepvaart- en Steenkolen Maatschappij. Het werd op 21 mei 1951 te water gelaten onder de naam Midsland. In 1964 werd het verkocht aan de Caribbean Association Traders uit Panama en ging het verder onder de naam Mistral. In 1967 werd het doorverkocht aan de Bahamas Line die het hernoemde naar William Express.
Op 18 juli 1975 zonk het voor de eerste keer, voor het schiereiland Samaná in de Dominicaanse Republiek. Het werd opnieuw in de vaart genomen en verkocht aan Benjamin Catrone uit Panama, die het omdoopte in Anna C. In 1976 ging het over van eigenaar naar Seacoast Shipping Corp. uit Panama, dat het Doric Express noemde. Uiteindelijk kreeg het in 1979 de laatste eigenaar met San Andrés Shipping Line op het Caraïbische eiland San Andrés. Van die eigenaar kreeg het de naam Hilma Hooker, zoals het nu ook nog wordt genoemd.

## Ondergang
In de zomer van 1984 kreeg de Hilma Hooker op zee motorproblemen en werd het naar de haven van Kralendijk op Bonaire gesleept. Het werd toen al gevolgd vanwege de verdenking van drugstransport. Toen het aangemeerd lag aan de pier, kon de kapitein geen geldige papieren tonen. Tijdens de inspectie werd achter een vals schot een partij van elfduizend kilo cannabis aangetroffen. De bemanning van het schip werd vastgezet; de eigenaren van het schip zijn nooit achterhaald.
Na maanden van verwaarlozing begon het schip water te maken. Omdat gevreesd werd dat het in het  hoofddok zou zinken, waar het de scheepvaart zou hinderen, werd het naar een ankerplaats versleept. In de morgen van 12 september 1984 begon het water te maken bij de lagere patrijspoorten. Om acht over negen in de morgen rolde het over stuurboord en verdween het binnen twee minuten onder water.

## Duikerssite
De Hilma Hooker kwam op de bodem van de zee te liggen tussen twee koraalriffen in een gebied dat onder duikers bekend staat als Angel City. Het schip is sindsdien verworden tot een toeristische attractie voor de duiksport. Het ligt op een diepte van ongeveer 30 meter. Met een lengte van rond de zeventig meter biedt het mogelijkheden voor duikers om het te onderzoeken. Volgens het Scuba Diving Travel Magazine is het een van de vooraanstaande duikplaatsen in de Caraïben.